# Victor-Félix Bernadou
Pour les articles homonymes, voir Bernadou.
Victor-Félix Bernadou (né le 25 juin 1816 à Castres - mort le 15 novembre 1891 à Sens) est un prélat français, évêque de Gap de 1862 à 1867, puis archevêque de Sens-Auxerre  de 1867 à 1891 et cardinal de 1886 à sa mort.

## Biographie
Victor-Félix Bernadou est ordonné prêtre en 1840 à Alger après son séminaire à Paris. Il est affilié aux missionnaires de France fondés par le père Jean-Baptiste Rauzan. Il est nommé évêque de Gap en 1862 puis archevêque de Sens en 1867.
En 1886, il est créé cardinal par Léon XIII.
À Gap, Bernadou fait construire la cathédrale (première pierre posée le 16 juin 1866).
À Sens, Bernadou se signale dès son arrivée en remettant au maire anticlérical une somme de 500 francs pour les pauvres de la ville. Pendant la guerre franco-prussienne, l'archevêque met les locaux de l'Église à la disposition des hôpitaux. Le 16 janvier 1871, il écrit à Bismarck pour le supplier d'épargner Sens.

## Armes
D'or, au palmier de sinople, soutenu à dextre par un lévrier de sable colleté d'argent et à sénestre par une brebis d'argent, affrontés, le tout sur une terrasse d'azur.

## Distinctions
- Officier de la Légion d'honneur (12 août 1865)[2]